# ليرة تركية
الليرة التركية (بالتركية: Türk lirası)، (علامتها: ؛ ترميزها: TRY) هي العملة الرسمية في تركيا وجمهورية شمال قبرص. وهي عملة معدلة؛ إذ حُذف منها 6 أصفار بعد أن كانت المليون ليرة تركية تعادل دولاراً أمريكياً واحدًا، فأصبحت الليرة التركية الواحدة تعادل دولاراً واحداً أيضا؛ حدث هذا في عهد رئيس الوزراء التركي رجب طيب أردوغان. ففي 2005 سُحبت كل العملات القديمة واستبدلت مكانها العملات الجديدة. وقسمت العملة الرئيسية إلى 100 قرش والذي يعد عملة فرعية لليرة.

## تاريخ الليرة التركية
أقدم عملة ورقية تركية أصدرتها تركيا تعود إلى العهد الجمهوري لسنة 1927 ولكنها طُبعت بالحروف العثمانية ومن ثم طبعت من جديد بالحروف اللاتينية الحديثة سنة 1937. كانت حينها من فئة 5 ليرات وهكذا بدأ تاريخ العملة الورقية التركية منذ 84 سنة.
أول دفعة من العملات الورقية كانت من فئة 5 و10 و50 و100 ليرة وكانت تحمل صورة أتاتورك وبعد وفاة هذا الأخير طُبع عليها صورة عصمت إينونو سنة 1939. وتم طباعة نقود من فئة 500 ألف ليرة سنة 1939 وتحمل أيضا صور عصمت اينونو.

### طباعة الليرة التركية
كانت العملات الورقية في ذلك الحين تطبع في إنجلترا وكانت منطقة البحر الأبيض المتوسط تتجهز للحرب العالمية الثانية فكان السفر بحرا مليئا بالمخاطر ولأجل ذلك حصلت الموافقة على طباعة العملات ذات 500 ألف ليرة بما يعادل مبلغ 100 مليون ليرة - من التي تحمل صور اينونو- جُلِبَت إلى إسطنبول يوم 30 يوليو/تموز سنة 1940 عن طريق قناة السويس في مدة ما بين ثلاث حتى خمس شهور. تم تحميل ما يعادل 5 ملايين ليرة من فئة الليرة الواحدة وما يعادل الـ 200 مليون ليرة من فئة 100 ليرة وما يعادل 25 مليون من فئة 50 قرش إلى السفينة في شهر أكتوبر/تشرين الأول سنة 1940. وبعدما غادرت السفينة المسماة فابيان الميناء محملة بالليرات من فئة الليرة الواحدة والسفينة سيتي أوف روبوا التي تحمل العملات من 100 ليرة و50 قرش التي تحمل صور اينونو غرقت في ميناء بيرايوس اليوناني على إثر حادث وبعد قيام اليونانيين بإخراج النقود من السفينة الغارقة أُصدر قانون بإلغاء استعمالها. ولاقت تركيا في هذه الفترة صعوبة كبيرة في العملات الورقية مما دفعها إلى طباعة هذه العملات في البلدان التي بها اتصال بري بتركيا وقد طلبت من مطابع رايشدروكري الألمانية طباعة العملات من فئة 10 و100 ليرة و50 قرش كبداية إلا انه ظهرت حالة غريبة فيها، فقد طلب البنك المركزي التركي من مطبعة برلين طباعة 9 ملايين من أنواع آي وبي وسي ودي تم تداولها يوم 15 أغسطس/آب سنة 1942 ومن ثم ظهرت أنواع أخرى من طراز آي وإف وجي مما يعني أن المبالغ طُبعت دون معرفة البنك المركزي في برلين وقد تم على إثرها إلغاء الطباعة.

### الطباعة في تركيا
بدأت تركيا سنة 1950 بالتباحث حول طباعة العملات الورقية على إثر التطورات الصناعية التي شهدتها وبدأ العمل سنة 1951؛ حيث دخلت الليرة التركية مرحلة جديدة يوم 15 يونيو/ حزيران سنة 1966 لتستعمل الجيل السادس من العملة. وتعد السبعينات سنوات التضخم الاقتصادي الكبير وسنوات القحط. زاد من الأزمة الحظر الذي فُرض على النفط سنة 1974 والتدخل التركي في جزيرة قبرص والحصار الاقتصادي ضد تركيا مما أدى إلى هبوط قيمة الليرة التركية إلى مستويات منخفضة جداً. وتم تداول الجيل السابع من العملة منذ سنة 1979. في نهاية السبعينات اختفت العملات فئة الألف لتصبح عملة نادرة، وبعد سنة 1980 أصبحت الألف ليرة تطبع كنقود قليلة القيمة. وكاستمرار للجيل السابع تم طباعة عملات من فئة 5 آلاف و10 آلاف ثم 20 ألف فـ 50 ألف و100 ألف مرورا بـ 250 ألف ثم 500 ألف ليرة ذات أصفار كثيرة. وتم لأول مرة في تركيا طباعة العملة الورقية من فئة المليون ليرة سنة 1995 لتصبح الألف ليرة لا قيمة لها. لم يتوقف الأمر عند هذا الحد فقد تم طباعة عملات من فئة 5 ملايين و10 مليون و20 مليون ليرة، وبحلول السنة الأولى من الألفية الثانية أصبح التعامل بالعملات من فئات المليون ليرة.

## التعديل على الليرة التركية
في بداية الألفية الثانية؛ كان لزاماً على تركيا إجراء تعديلات على عملتها بعد النمو الاقتصادي الكبير الذي شهدته البلاد، ولأجل ذلك أُصدر قانون تنظيم العملة للجمهورية التركية يوم 28 يناير 2004 وبرقم 5083، الذي أجرى إعادة تقييم للعملة فحذف 6 أصفار من العملة بتاريخ 1 يناير/كانون الثاني سنة 2005 ليبدأ الجيل الثامن من النقود؛ حيث اكتسب التسمية الجديدة «الليرة التركية» وأصبحت العملات من فئات 5، 10، 20، 50 ثم 100 ليرة. بعد حذف ستة أصفار من العملة اكتسبت الليرة استقرارها قبل أن تعصف بها رياح التغيير مطلع عام 2018 حيث وصلت لأدنى مستوى لها منذ بدء العمل بها.

## العملات المعدنية
تم إزالة بادئة جديد من الليرة التركية الثانية في 1 يناير 2009؛ وهي من فئات 1 و5 و10 و25 و50 قرش و1 ليرة.
| السلسلة المعدنية الثانية                                                                     | السلسلة المعدنية الثانية | السلسلة المعدنية الثانية | السلسلة المعدنية الثانية | السلسلة المعدنية الثانية | السلسلة المعدنية الثانية | السلسلة المعدنية الثانية                                               | السلسلة المعدنية الثانية | السلسلة المعدنية الثانية        | السلسلة المعدنية الثانية                  | السلسلة المعدنية الثانية | السلسلة المعدنية الثانية | السلسلة المعدنية الثانية |
| الصورة                                                                                       | الصورة                   | القيمة                   | المعايير الفنية          | المعايير الفنية          | المعايير الفنية          | المعايير الفنية                                                        | المعايير الفنية          | الوصف                           | الوصف                                     | تاريخ                    | تاريخ                    | تاريخ                    |
| الوجه                                                                                        | الظهر                    | القيمة                   | القطر                    | السمك                    | الوزن                    | التكوين                                                                | التكوين                  | الوجه                           | الظهر                                     | الطباعة                  | الإصدار                  |                          |
| -------------------------------------------------------------------------------------------- | ------------------------ | ------------------------ | ------------------------ | ------------------------ | ------------------------ | ---------------------------------------------------------------------- | ------------------------ | ------------------------------- | ----------------------------------------- | ------------------------ | ------------------------ | ------------------------ |
|                                                                                              |                          | 1 قرش                    | 16.5                     | 1.35                     | 2.2                      |                                                                        | 70% نحاس، 30% زنك        | القيمة، هلال ونجمة، سنة الإصدار | "TÜRKİYE CUMHURİYETİ"، مصطفى كمال أتاتورك | 2008                     | 1 يناير 2009             |                          |
|                                                                                              |                          | 5 قرش                    | 17.5                     | 1.65                     | 2.9                      | 65% نحاس، 18% نيكل، 17% زنك                                            |                          | القيمة، هلال ونجمة، سنة الإصدار | "TÜRKİYE CUMHURİYETİ"، مصطفى كمال أتاتورك | 2008                     | 1 يناير 2009             |                          |
|                                                                                              |                          | 10 قرش                   | 18.5                     | 1.65                     | 3.15                     | 65% نحاس، 18% نيكل، 17% زنك                                            |                          | القيمة، هلال ونجمة، سنة الإصدار | "TÜRKİYE CUMHURİYETİ"، مصطفى كمال أتاتورك | 2008                     | 1 يناير 2009             |                          |
|                                                                                              |                          | 25 قرش                   | 20.5                     | 1.65                     | 4                        | 65% نحاس، 18% نيكل، 17% زنك                                            |                          | القيمة، هلال ونجمة، سنة الإصدار | "TÜRKİYE CUMHURİYETİ"، مصطفى كمال أتاتورك | 2008                     | 1 يناير 2009             |                          |
|                                                                                              |                          | 50 قرش                   | 23.85                    | 1.9                      | 6.8                      | الحلقة: 65% نحاس، 18% نيكل، 17% زنك المركز: 79% نحاس، 17% زنك، 4% نيكل |                          | القيمة، هلال ونجمة، سنة الإصدار | "TÜRKİYE CUMHURİYETİ"، مصطفى كمال أتاتورك | 2008                     | 1 يناير 2009             |                          |
|                                                                                              |                          | 1 ليرة                   | 26.15                    | 1.9                      | 8.2                      | الحلقة: 79% نحاس، 17% زنك، 4% نيكل المركز: 65% نحاس، 18% نيكل، 17% زنك |                          | القيمة، هلال ونجمة، سنة الإصدار | "TÜRKİYE CUMHURİYETİ"، مصطفى كمال أتاتورك | 2008                     | 1 يناير 2009             |                          |
| هذه الصور هي بمقياس 2.5 بكسل لكل ملم. For table standards, see the coin specification table. |                          |                          |                          |                          |                          |                                                                        |                          |                                 |                                           |                          |                          |                          |

## الأوراق النقدية
دخلت سلسلة جديدة من الأوراق النقدية، "مجموعة إصدار E-9"، التداول في 1 يناير 2009، مع انتهاء صلاحية فئة E-8 بعد 31 ديسمبر 2009 (مع أنها لا تزال قابلة للاسترداد في فروع البنك المركزي حتى 31 ديسمبر 2019). يُشار إلى العملة في أوراق E-9 النقدية باسم "الليرة التركية" بدلاً من "الليرة التركية الجديدة"، وتتضمن فئة جديدة من 200 ليرة. تتميز الأوراق النقدية الجديدة بأحجام مختلفة لمنع التزوير. وتتمثل الميزة الرئيسية لهذه السلسلة الجديدة في أن كل فئة تصور شخصية تركية مشهورة، بدلاً من المواقع الجغرافية والمعالم المعمارية لتركيا. تم تحديد اللون السائد للأوراق النقدية من فئة 5 ليرات تركية بأنه "أرجواني" في السلسلة الثانية من الأوراق النقدية الحالية.
|                                        |  | 5 ليرة   | 130 × 64 |  | بني     | مصطفى كمال أتاتورك | أيدين سايلي         | مصطفى كمال أتاتورك والقيمة | 1 يناير 2009 |
|                                        |  | 5 ليرة   | 130 × 64 |  | رمادي   | مصطفى كمال أتاتورك | أيدين سايلي         | مصطفى كمال أتاتورك والقيمة | 8 أبريل 2013 |
|                                        |  | 10 ليرة  | 136 × 64 |  | أحمر    | مصطفى كمال أتاتورك | جاهت ارف            | مصطفى كمال أتاتورك والقيمة | 1 يناير 2009 |
|                                        |  | 20 ليرة  | 142 × 68 |  | أخضر    | مصطفى كمال أتاتورك | معمار كمال الدين    | مصطفى كمال أتاتورك والقيمة | 1 يناير 2009 |
|                                        |  | 50 ليرة  | 148 × 68 |  | برتقالي | مصطفى كمال أتاتورك | فاطمة توبوز         | مصطفى كمال أتاتورك والقيمة | 1 يناير 2009 |
|                                        |  | 100 ليرة | 154 × 72 |  | أزرق    | مصطفى كمال أتاتورك | بوهرزاد مصطفى عيتري | مصطفى كمال أتاتورك والقيمة | 1 يناير 2009 |
|                                        |  | 200 ليرة | 160 × 72 |  | وردي    | مصطفى كمال أتاتورك | يونس أمره           | مصطفى كمال أتاتورك والقيمة | 1 يناير 2009 |
| هذه الصور بمقياس 0.7 بيكسل كل ميليمتر. |  |          |          |  |         |                    |                     |                            |              |

## أسعار الصرف

الليرة التركية لديها تاريخ طويل في تسريع فقدان القيمة نسبة إلى اليورو، ومن الملاحظ ذلك في أوائل عام 2018

| العام   | 2005  | 2006  | 2007  | 2008  | 2009  | 2010  | 2011  | 2012  | 2013  | 2014  | 2015  | 2016  | 2017  | 2018  | 2019  | 2020– أكتوبر 8 | 2021 | 2022  | 2023  | 2024 |
| ------- | ----- | ----- | ----- | ----- | ----- | ----- | ----- | ----- | ----- | ----- | ----- | ----- | ----- | ----- | ----- | -------------- | ---- | ----- | ----- | ---- |
| USD/TRY | 1.344 | 1.428 | 1.303 | 1.302 | 1.550 | 1.503 | 1.675 | 1.796 | 1.904 | 2.189 | 2.720 | 3.020 | 3.648 | 4.824 | 5.682 | 7.89           | 8.48 | 17.50 | 29.39 |      |

### أزمة 2018
في عام 2018، تدهور سعر صرف الليرة التركية ليصل إلى أدنى مستوياته حيث صار الدولار الواحد يُقابل 4 ليرات تركية ونصف تقريبا؛ ثم صار قبل منتصف مايو 4.9. جذير بالذكر هنا أن فقدان قيمة العملية يُنسب للرئيس التركي رجب طيب أردوغان الذي أصدر تعليمات بمنع البنك المركزي لجمهورية تركيا من تعديل أسعار الفائدة. وكان أردوغان قد أكد على أن أسعار الفائدة خارجة عن إرادته؛ وفسَّر كيف أنه يُحاول حماية كل «أم وأب من كل شر» حيث قال: «البنك المركزي لا يمكن أن يكون مستقلا ...»
خلال حملة الانتخابات العامة التركية؛ انتشرت بعض من نظريات المؤامرة التي شجعتها فكرة معاداة السامية، حيث ادعى الكثير _من بينهم محللون كبار_ أن تراجع قيمة الليرة التركية راجع بالأساس إلى مجموعة غامضة ومجهولة تتكون من أميركيين، وبريطانيين، وهولنديين وبعض العائلات اليهودية الثرية التي تُحاول حرمان الرئيس الحالي أردوغان من الحصول على الدعم والتأييد في الانتخابات المقبلة. ووفقا لاستطلاع للرأي أُجري في نيسان/أبريل من عام 2018 فإن 42% من الأتراك و59% من منتخبي حزب العدالة والتنمية يرون أن تراجع العملة التركية سببه مؤامرة كبرى نفذتها وخططت لها قوى أجنبية.
هبطت الليرة التركية بنحو 24% منذ بداية عام 2020 .